# Der Kreis (2014)
Der Kreis ist ein Kinofilm des Schweizer Regisseurs Stefan Haupt aus dem Jahr 2014. Er feierte am 10. Februar 2014 bei den Internationalen Filmfestspielen Berlin Premiere.

## Handlung
Zürich, Ende der 1950er-Jahre: Der junge, schüchterne Lehrer Ernst Ostertag wird Mitglied der Schweizer Schwulenorganisation „Der Kreis“. Er lernt dort den Travestie-Star Röbi Rapp kennen und verliebt sich unsterblich in ihn.
Röbi und Ernst erleben die Blütezeit und Zerschlagung der Organisation, die europaweit als Wegbereiter der schwulen Emanzipation gilt. Ernst muss sich dabei zwischen seiner bürgerlichen Existenz als Lehrer an einer Mädchenschule und dem Bekenntnis zur Homosexualität entscheiden. Für Röbi geht es um die erste seriöse Liebesbeziehung, jene Liebesbeziehung, die ein ganzes Leben lang halten wird.

## Hintergrund
Der Film spielt Ende der 1950er-, Anfang der 1960er-Jahre und schildert den Niedergang der Zürcher Schwulenorganisation und gleichnamigen Zeitschrift Der Kreis. Die Organisation setzte sich von 1943 bis 1967 für die Rechte der Homosexuellen ein.
Die Inszenierung wird durch im Jahr 2013 geführte Gespräche mit den Zeitzeugen Ernst Ostertag (* 1930) und Röbi Rapp (1930–2018) ergänzt. Die beiden waren von 1956 bis zu Rapps Tod in einer Beziehung und 2003 die ersten Personen, die eine Lebenspartnerschaft im Kanton Zürich eintragen ließen.

## Auszeichnungen
- Teddy Award auf der 64. Berlinale[5]
- Panorama-Publikumspreis auf der 64. Berlinale[6]
- Bester Spielfilm bei Torino Gay & Lesbian Filmfestival[7]
- Publikumspreis beim Boston LGBT Filmfestival[8]
- Publikumspreis der 30. Schwulen Filmwoche Freiburg[9]
- Costa Azul Award, Prize Man and His Environment am Festroia International Film Festival Setúbal[10]
- Gewinner in der Kategorie Bester Spielfilm, Bestes Drehbuch und Bester Darsteller des Schweizer Filmpreises 2015[11]

## Sonstiges
Der Film, von Contrast Film Zürich produziert, wird weltweit von Wide House vertrieben und wurde in den ersten vier Monaten in mehr als zwölf Länder verkauft. In der Schweiz wird der Film im Verleih der Ascot-Elite Entertainment Group herausgebracht, in Deutschland bei Edition Salzgeber. In Nordamerika hat Wolfe Video die Verleihrechte erworben.
Einen Tag nach Vorführung des Filmes in der Sektion «Sunny Bunny» am Kiewer Filmfestival Molodist wurde das Kino Zhovten von einem Unbekannten während der Vorführung des ebenfalls LGBT thematisierenden Filmes «Les Nuits d’Été» in Brand gesetzt. Verletzt worden sei niemand. Die dortige Polizei vermute einen homophoben Hintergrund, wohingegen der Produzent dieses Films, Ivan Madeo, von wirtschaftlichen Interessen – das Kino solle einem Einkaufscenter Platz machen – ausgehe.